# NARUTO -ナルト- 激闘忍者大戦!
NARUTO -ナルト- 激闘忍者大戦!（ナルトげきとうにんじゃたいせん!）とは、タカラトミーから発売されたアクションゲームである。
この項目では第1作から第4作までを述べる。

## シリーズ
NARUTO -ナルト- 激闘忍者大戦!
シリーズ第1作目。
NARUTO -ナルト- 激闘忍者大戦!2
シリーズ第2作目。
NARUTO -ナルト- 激闘忍者大戦!3
シリーズ第3作目。これ以降「死ね」「殺す」と言った言葉が穏便なものに修正されている。
NARUTO -ナルト- 激闘忍者大戦!4
シリーズ第4作目。ゲームキューブ版最後の激闘忍者大戦!シリーズである。
NARUTO -ナルト- 激闘忍者大戦Revolution
海外のみで発売されたWii版のゲーム

## モード
ストーリーモード
原作およびアニメにのっとったストーリーが展開される。「1」では桃地再不斬との戦い、「2」では中忍試験と木の葉崩し、「3」では三竦みの戦い、「4」ではサスケ奪還任務までのストーリーが描かれている。「3」では一定の条件を満たさなければ相手を倒したとしても負けになる「ミッション」モードになっている。
サバイバルモード
キャラクター一人を操作し、自分が倒れるまで戦い続けるモード。勝利を重ねるごとに対戦相手が強くなる。「1」では8戦ごと、「2」以降は15戦ごとに対戦キャラが決まっている。「3」と「4」では条件を満たせば2人でも遊べるようになる。
組み手
スリーマンセル
3人1組でキャラクターを選び対戦をする。「3」では合体奥義は一つだけだったが、「4」では特定の組み合わせ（例：ナルト・サスケ・サクラ）で特別な合体奥義がでる。

## 登場キャラクター
「2」以降は追加キャラクターを述べる

### NARUTO -ナルト- 激闘忍者大戦!
- うずまきナルト
- うちはサスケ
- 春野サクラ
- うみのイルカ
- はたけカカシ
- ロック・リー
- 白
- 桃地再不斬
- 九尾のナルト（「3」以降うずまきナルトに統一）
- 写輪眼のカカシ（「3」以降はたけカカシに統一）

### NARUTO -ナルト- 激闘忍者大戦!2
- 奈良シカマル
- 山中いの
- マイト・ガイ
- 犬塚キバ
- 日向ヒナタ
- 日向ネジ
- 我愛羅
- カンクロウ
- 大蛇丸
- ミズキ（イルカにカーソルを合わせるとミズキが使用可能になる。「3」以降通常キャラとして使用可能）
- 写輪眼のサスケ（「3」以降うちはサスケに統一）
- 赤丸
- カラス（場外でカンクロウが操っている）

### NARUTO -ナルト- 激闘忍者大戦!3
- 秋道チョウジ（「2」では、山中いのの奥義のみに登場）
- 油女シノ
- テンテン
- テマリ
- 自来也
- 綱手
- 猿飛アスマ（山中いのの奥義に登場）
- みたらしアンコ
- 三代目火影
- うちはイタチ

### NARUTO -ナルト- 激闘忍者大戦!4
- 多由也
- 鬼道丸
- 左近
- 次郎坊
- 君麻呂
- 薬師カブト
- 干柿鬼鮫
- 究極九尾ナルト
- サスケ状態2
- 覚醒ヒナタ

### NARUTO -ナルト- 激闘忍者大戦! Revolution
- 夕日紅

- 卯月夕顔

- コマチ

- トワ

- バキ

- バンドウ

海外版の激忍オリジナルキャラ。武器商人の忍者。
- カグラ

海外版の激忍オリジナルキャラ。元暗部で、綱手とは因縁がある女。